# Tibiocillaria lunifera
Tibiocillaria lunifera är en fjärilsart som beskrevs av George Francis Hampson 1893. Tibiocillaria lunifera ingår i släktet Tibiocillaria och familjen nattflyn. Inga underarter finns listade i Catalogue of Life.